# Квеквеция, Павел Виссарионович
Павел Виссарионович Квеквеция (29 июня 1899 — неизвестно) — участник Великой Отечественной войны, председатель исполнительного комитета Гагрского районного Совета депутатов трудящихся Абхазская АССР, Грузинская ССР. Герой Социалистического Труда (21.02.1948).

## Биография
Родился в 1899 году в селе Налепсово Сенакского уезда Кутаисской губернии (ныне — село Налепсао Мартвильского муниципалитета края Самегрело-Верхняя Сванетия Грузии. Грузин.
В 1928 году вступил в ВКП(б)/КП Грузии.
С конца 1920-х годов Павел Виссарионович — на партийной и советской работе, в том числе занимал пост председателя исполкома Гагрского районного Совета депутатов трудящихся. Выступая 27 июня 1940 года на сессии Верховного Совета Абхазской АССР, председатель райисполкома П. В. Квеквеция приветствовал «начатое по инициативе Л. П. Берия переселение колхозников из малоземельных районов Грузии на плодородные земли Абхазии, из 319 хозяйств которых в Гагрском районе было создано 3 колхоза, построено 390 домов».
Активный Участник Великой Отечественной войны. Награждён орденом Красной Звезды. Политработник П. В. Квеквеция воевал на Сталинградском и 3-м Украинском фронтах, на заключительном этапе войны — замполит инфекционного госпиталя. Был награждён многими медалями.
После демобилизации майор Квеквеция вернулся на прежнее место работы председателем исполкома Гагрского районного Совета депутатов трудящихся. По итогам работы в 1947 году он обеспечил своей работой перевыполнение в целом по району планового сбора урожая кукурузы на 23,4 процента.
Указом Президиума Верховного Совета СССР от 21 февраля 1948 года за получение высоких урожаев кукурузы и пшеницы в 1947 году Квеквеция Павлу Виссарионовичу присвоено звание Героя Социалистического Труда с вручением ордена Ленина и золотой медали «Серп и Молот».
Этим же указом высокого звания были удостоены и другие руководители Гагрского района Абхазской АССР.
Избирался депутатом Верховного Совета Абхазской АССР 1-го созыва (1939—1947).
По итогам работы в 1948 году Гагрский район вышел в передовые по сбору чайного листа. 24 колхозных чаевода были удостоены звания Героя Социалистического Труда, а председатель райисполкома Квеквеция и секретарь райкома Шота Гетия награждены вторым орденом Ленина.
Павел Виссарионович продолжал работать на руководящих должностях до апреля 1953 года, дальнейшая судьба его неизвестна.

## Награды
- Золотая медаль «Серп и Молот» (21.02.1948)
- Орден Ленина (21.02.1948)
- Орден Ленина (03.05.1949)
- Орден Красной Звезды (04.02.1946)[2]
- Медаль «За оборону Кавказа»
- Медаль «За оборону Сталинграда»  (11.06.1946)[4]
- Медаль «За доблестный труд»
- Медаль «За победу над Германией в Великой Отечественной войне 1941—1945 гг.» (9 мая 1945[5])(11.06.1946)[3]

## Память
- На могиле установлен надгробный памятник.
- Его имя увековечено в Главном Храме Вооружённых сил России, и навсегда запечатлено на мемориале «Дорога памяти» Архивная копия от 10 ноября 2021 на Wayback Machine